# Adolf Clemens (Fotograf)
Adolf Clemens (* 17. September 1942 in Köln; † 15. Juli 2021 in Münster) war ein deutscher Fotograf, Bildjournalist und Dozent für Bildjournalismus.

## Werdegang
Adolf Clemens, Sohn von Getrud Clemens, geborene Fieger, und des gleichnamigen Komponisten Adolf Clemens, machte nach der Schule eine Laboranten- und Fotografenlehre. Von 1961 bis 1967 studierte er bei Otto Steinert Fotografie an der Folkwangschule für Gestaltung in Essen, von 1966 bis 1967 als Meisterschüler.
1960 erhielt er die Photokina-Plakette, 1963 und 1968 den Obelisk. Er nahm am Grand Prix des internationalen Fotowettbewerbs in Budapest teil und erhielt 1982 in Budapest die „Perle der Donau“.
Von 1969 an lehrte Clemens an der Fachhochschule Dortmund als Dozent für Bildjournalismus im Fachbereich Design.
Wegen besonderer künstlerischer Leistungen auf dem Gebiet der Fotografie wurde er 1975 zum Professor ernannt.
Im Laufe der Jahre entstanden Bildportraitserien namhafter Kulturschaffender in Deutschland, Polen und Ungarn.
Ab 1980 war Adolf Clemens Vorstandsmitglied der Gesellschaft Deutscher Lichtbildner (GDL), 1993 umbenannt in Deutsche Fotografische Akademie. Er war zudem Mitglied weiterer beruflicher Gesellschaften.
Er war katholisch, seit 1970 mit Ingrid Clemens (* 1943), geborene Lossau, verheiratet, und lebte in Münster. Er hatte zwei Kinder (Julia und Caspar). Adolf Clemens wurde 2008 emeritiert und starb am 15. Juli 2021.

## Veröffentlichungen (Auswahl)
- Kluge Köpfe: Adolf-Clemens – Porträts 1965–2005.
- § 8. Bildband über geistig behinderte Menschen. 1971.